# Fairey Fleetwing
Fairey Fleetwing là một loại hai tầng cánh của Anh, được thiết kế cho nhiệm vụ trinh sát trang bị cho tàu sân bay vào cuối thập niên 1920.

## Tính năng kỹ chiến thuật
Dữ liệu lấy từ Taylor 1974, tr. 195
Đặc điểm tổng quát
- Kíp lái: 2
- Chiều dài: 29 ft 4 in (8.94 m)
- Sải cánh: 37 ft 0 in (11.28 m)
- Chiều cao: 11 ft 5 in (3.48 m)
- Diện tích cánh: 363 ft2 (33.73 m2)
- Trọng lượng có tải: 4.737 lb (2.149 kg)
- Động cơ: 1 × Rolls-Royce Kestrel IIMS, 600 hp (447 kW)

Hiệu suất bay
- Vận tốc cực đại: 169 mph (272 km/h)
- Vận tốc lên cao: lên độ cao 5.000 ft (1.525) 1190 ft/min (6,05 m/s)

Vũ khí trang bị
- 1 × Súng máy Vickers 0.303 in (7,7 mm)
- 1 × Súng máy Lewis 0.303 in (7,7 mm)
- 4 × bom 20 lb (9.1 kg)